# لويس دي لا فوينتي (لاعب كرة قدم مكسيكي)
لويس دي لا فوينتي (بالإسبانية: Luis de la Fuente y Hoyos)‏ هو لاعب كرة قدم مكسيكي سابق، ولد في 17 يناير 1914 في مدينة فيراكروز في المكسيك، وتوفي بنفس المكان في 28 مايو 1972. شارك مع منتخب المكسيك لكرة القدم. أما مع النوادي، فقد لعب مع تيبورونيس روخوس دي فيراكروز وديبورتيفو مارتي وراسينغ سانتاندير وفيليز سارسفيلد ونادي أمريكا.

## وصلات خارجية
- لويس دي لا فيوينت على موقع قاعدة بيانات كرة القدم.إي يو (الإنجليزية)
- لويس دي لا فيوينت على موقع ناشيونال فوتبول تيمز (الإنجليزية)